# گورستان لیسین سرکمنی
گورستان لیسین سرکمنی مربوط به عصر آهن است و در شهرستان سیاهکل، بخش دیلمان، دهستان پیرکوه، روستای کمنی واقع شده و این اثر در تاریخ ۱۲ دی ۱۳۸۶ با شمارهٔ ثبت ۲۰۴۴۵ به‌عنوان یکی از آثار ملی ایران به ثبت رسیده‌است.